# Джак Фукльото
Джейкъб „Джейк“ Хагър (роден на 24 март, 1982 г.) е американски кечист, който работи за WWE под псевдонима Джак Фукльото в шоуто „Разбиване“.
Преди да дебютира в ECW, Хагър работи във Florida Championship Wrestling (FCW), където става първият шампион в тежка категория на федерацията. В WWE, той е еднократен световен шампион, като печели титлата на ECW през януари 2009 г. Баща му е присъства няколко пъти в неговото шоу в Разбиване, за да го хвали, като при всичките си участия отнася доста бой, включително „Задушаващо тръшване“ и „Надгробен камък“ от Кейн.

## Ранна кариера
Хагър започва кариерата си в FCW – Florida Championship Wrestling. Там той се представя много добре, и става първият шампион в тежка категория на академията.

### ECW 2008
На 9 септември 2008, той прави дебют в ECW под псевдонима „Джак Фукльото“ (Jack Swagger), като печели мач срещу спекулант-борец. Прочува се като страхотен атлет и печели редица мачове срещу известни кечисти, което му дава шанс да стане новият ECW шампион. Той задържа дълго титлата, докато не я губи от Крисчън на турнира Backlash.

## Хватки в арсенала му
- Бомба Изкормвач (Guthwrench powerbomb)
- Усуканият глезен (Ankle lock)
  - Преса с тяло (Body press)
  - Големият ботуш (Big boot)
  - Германски суплекс (German suplex)
  - Вертикален суплекс (Vertical suplex)
  - Саблен удар (Clothesline)
  - Оклахомско тръшване (Oklahoma slam)